# Anthony Famiglietti
Anthony Famiglietti (ur. 8 listopada 1978) – amerykański lekkoatleta, długodystansowiec.

## Osiągnięcia
- złoto Uniwersjady (Bieg na 3000 m z przeszkodami Pekin 2001)
- 4. miejsce podczas Pucharu świata (Bieg na 3000 m z przeszkodami Madryt 2002)
- brązowy medal igrzysk panamerykańskich (Bieg na 3000 m z przeszkodami, Santo Domingo 2003)[1]

Famiglietti dwukrotnie reprezentował Stany Zjednoczone podczas igrzysk olimpijskich. W Atenach (2004) odpadł w eliminacjach, 4 lata później w Pekinie zajął 13. miejsce w finale biegu na 3000 metrów z przeszkodami, wcześniej notując 3. rezultat półfinałów.

## Rekordy życiowe
- bieg na 1500 m – 3:35.83 (2006)
- bieg na 5000 m – 13:11.93 (2007)
- bieg na 3000 m z przeszkodami – 8:17.34 (2008)